# Najas chinensis
Najas chinensis är en dybladsväxtart som beskrevs av N.Z.Wang. Najas chinensis ingår i släktet najasar, och familjen dybladsväxter. Inga underarter finns listade.